# Chemin de fer de Vichy à Lavoine
Le chemin de fer de Vichy à Lavoine ou chemin de fer de Cusset à Lavoine (la ligne débutait initialement à Cusset), familièrement appelé le Tacot de la Montagne bourbonnaise ou localement le Tacot, était une ligne de chemin de fer d'intérêt local de la Société des Chemins de fer du Centre (CFC), reliant la ville de Vichy à Lavoine, en Montagne bourbonnaise, dans le sud-est du département français de l'Allier. La ligne à voie métrique unique fut active de 1912 à 1949. Par les chemins de fer de la Loire, elle permit aussi un temps une liaison avec Roanne.

## Histoire

### Projet et travaux de la ligne

Carte du réseau ferré de l'Allier en 1900 avec les lignes du réseau national (PLM et PO) et celles du réseau secondaire de l'Allier

En 1881, le Conseil général de la Loire émet le vœu d'une ligne de chemin de fer interdépartementale entre Boën-sur-Lignon dans la Loire, commune déjà reliée à Roanne, et Vichy. À cette époque en France, se développent les réseaux ferrés dit secondaires ou départementaux, souvent à voie métrique, en plus du réseau national alors assuré par quelques grandes compagnies  chacune d'elles occupant une grande zone géographique du pays. Le département de l'Allier voit ainsi, au début des années 1880, se développer un réseau ferré secondaire très dense mais la ligne à travers la Montagne bourbonnaise ne va elle commencer à prendre forme qu'une vingtaine d'années plus tard.
L'ingénieur Émile Lapeyre, qui travaillait sur des projets de lignes ferroviaires en Sologne bourbonnaise, étudia celui d'une ligne à travers la Montagne bourbonnaise, de Cusset au Mayet-de-Montagne qui ensuite se prolongerait vers le département de la Loire. Lapeyre était déjà le concessionnaire du tramway de Vichy à Cusset qu'il avait créé 15 ans plus tôt. Le 28 octobre 1902, le préfet de l'Allier le chargea formellement de faire un avant-projet pour une ligne Vichy-Cusset-Boën-sur-Lignon.

La même carte avec le réseau en 1913, avec les deux nouvelles lignes de la Montagne bourbonnaise et la connexion avec le réseau secondaire de la Loire

Des discussions houleuses se tinrent au Conseil général de l'Allier car le réseau départemental existant était déjà fortement déficitaire, déficit couvert par les finances du département. Mais le projet de la ligne est finalement adopté par 15 voix contre 11 et 3 abstentions le 26 août 1904, avec le fort soutien du conseiller général Léon-Michel Chabrol (1849-1918), maire du Mayet-de-Montagne (ce qui vaudra au premier train à circuler sur cette nouvelle ligne le surnom de « train Chabrol »). Il est alors prévu d'accorder une concession à une société privée dès que la ligne de Lapalisse au Mayet-de-Montagne serait achevée. Finalement l'agrément est voté par le Conseil général en mai 1905 et le cahier des charges en septembre 1906. Le 10 avril 1908, la Chambre des députés vote une loi déclarant d'utilité publique la création d'un chemin de fer d'intérêt local sur voie métrique entre Cusset et la limite du département de la Loire vers Boën.
Émile Lapeyre fonde alors la Société des Chemins de fer du Centre (CFC) qui devient la société concessionnaire, en s'associant avec François Mercier, un entrepreneur de travaux publics du département dont l'entreprise va réaliser la construction de la ligne. François Mercier avait déjà construit plusieurs lignes à voie normale (1,435 m de largeur) ou métrique en France et au Portugal. La concession est attribuée pour 3,8 millions de francs avec un taux d'intérêt annuel garanti de 3,75% et une durée de 65 ans.
La ligne est à voie métrique unique, comme la plupart des lignes d'intéret local d'alors, car elle est moins couteuse que la voie normale (moins d'emprise au sol, possibilité de courbes plus serrées nécessitant moins d'ouvrages d'art, un matériel roulant plus léger, etc.) mais elle limite la vitesse et la capacité de chargement. Des voies d'évitement sont prévues aux gares de Molles, du Mayet-de-Montagne et de Lavoine-Laprugne pour permettre le croisement des trains montant et descendant.
Pour éviter les trop fortes pentes, des ouvrages d'arts sont nécessaires. Ainsi la traversée des Malavaux, entre Cusset et Molles, nécessite la construction d'un petit viaduc et le percement d'un tunnel. Ce percement prendra plus de temps que prévu car les ouvriers se heurtent à une roche très dure: du tuf rhyolithique. Cette découverte entrainera la création d'une carrière pour exploiter ce gisement, carrière toujours en exploitation aujourd'hui.

### Ouverture et rapides extensions de la ligne
La première section de ligne, de Cusset  jusqu'à Ferrières-sur-Sichon, est inaugurée le dimanche 10 juillet 1910 et mise en service par la CFC dès le lendemain.
La section Ferrières-Lavoine, longue de 9 km, est ouverte à son tour le 1er janvier 1911, puis prolongée sur 16 km jusqu'à Saint-Just-en-Chevalet (commune du département de la Loire, voisine de celui de l'Allier) le 6 avril 1912. Une ligne téléphonique, longeant la voie est aussi installée.
Quelques années auparavant, en 1907, une ligne à voie normale entre Vichy et Cusset avait été concédée à la Compagnie des chemins de fer de Paris à Lyon et à la Méditerranée (la PLM). Cette compagnie avait alors déjà la concession de la ligne Paris - Clermont-Ferrand via Gannat avec son embranchement à Saint-Germain-des-Fossés vers Vichy qui était alors une gare terminus. La ligne de Vichy à Cusset est ouverte en 1912 mais la PLM l'afferme la même année à la CFC pour le trafic voyageur, malgré la grande gare voyageurs qu'elle avait construite à Cusset, la PLM ne conservant que le trafic marchandise. Ce choix était dicté par des raisons économiques, le transport des voyageurs entre Vichy et Cusset étant déjà en grande partie capté par le tramway reliant les deux villes.
Cette même année, pour permettre aux trains des  CFC de circuler, une voie métrique est imbriquée dans la voie normale existante mais sans atteindre la gare de Vichy, la compagnie PLM évoquant de grands travaux à venir dans cette dernière et expliquant que la ligne à voie métrique  serait prolongée à ce moment-là. 
Une gare « temporaire » assez sommaire, dite Vichy-Local, gare de l'Économique ou plus familièrement à Vichy, « embarcadère du Tacot », est alors créée par les Chemins de fer du Centre à environ 600 mètres au nord de la gare principale, juste avant la traversée du  Sichon. Elle entre en service le 4 juillet 1912 et devient le départ et le terminus des trains à voie métrique (mais la gare principale de ceux-ci reste celle de Cusset).
La ligne est ensuite prolongée dans le département de la Loire, avec le passage par le col du Beaulouis. La construction en 1912 du viaduc des Peux pour le franchissement de la Besbre à Saint-Priest-la-Prugne et l'embranchement de Juré jusqu'à Saint-Polgues permet de desservir Boën, Saint-Germain-Laval et Balbigny puis en 1923, la section finale Bussières- Régny permet la liaison jusqu'à Roanne, empruntant alors la voie métrique des Chemins de fer départementaux de la Loire.

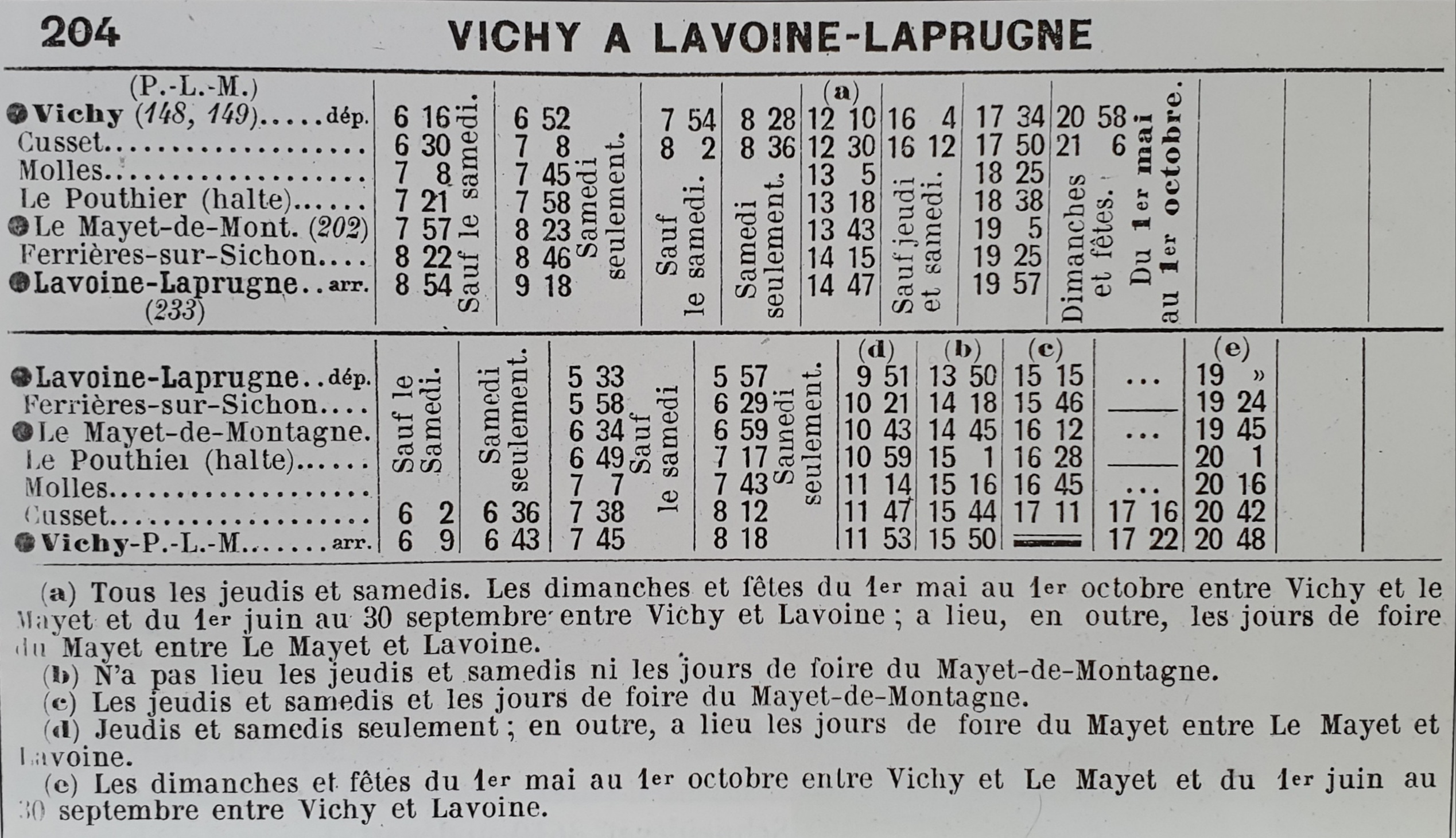
Horaires entre la gare principale de Vichy (gare PLM) et Lavoine-Laprugne.

Le trajet entre Vichy et Lavoine dure plus de deux heures trente pour 40 km — et près de 6 heures entre Vichy et Roanne — et ne s'améliorera pas dans le temps, le matériel et la voie restant pratiquement identiques. Ainsi, les horaires de 1933 indiquent un départ de Vichy à 6h16 le matin pour une arrivée à Ferrières-sur-Sichon à 8h15.
Si ces horaires peuvent être relativement fiables pour les trains voyageurs, pour les trains mixtes qui comprennent aussi des wagons de marchandises, ils sont plus variables : le chargement et déchargement ou les opérations d'attelage de ces wagons de marchandises dans les différentes gares du parcours qui possèdent plusieurs voies rallongent alors la durée du trajet. Il arrive aussi qu'à des trains de marchandises soit ajoutée une voiture à voyageurs.

### Reprise par la SE et extension de la ligne à la gare de Vichy
La ligne connait des difficultés financières à la mort d'un de ses fondateurs, François Mercier, en 1920, et elle est alors reprise dans sa partie ligérienne sous forme d'une régie départementale. La partie construite dans le département de l'Allier, de Cusset à Lavoine-Laprugne est elle, affermée à la Société générale des chemins de fer économiques (SE) au 1er janvier 1928, d'abord pour le compte des CFC puis pour celui du département de l'Allier. La SE est alors la principale compagnie exploitant des réseaux ferroviaires secondaires en France et, hors la ligne de Cusset à Lavoine, exploitait déjà tout le réseau secondaire de l'Allier. La gare de Lavoine-Laprugne devient alors un terminus pour les deux lignes depuis Vichy et depuis Roanne (il n'y a plus de trains directs entre Vichy et Roanne). Une plaque tournante est alors installée dans cette gare pour permettre le retournement des locomotives.
La SE hérite du matériel roulant des CFC mais fait aussi circuler son propre matériel sur la ligne dont quelques autorails De Dion-Bouton.
En 1930, profitant du réaménagement de la gare de Vichy par le PLM pour la future ouverture de la ligne entre Vichy et Riom via Randam (la majorité des trains Paris-Clermont vont alors passer par Vichy et non plus par Gannat), une voie métrique est imbriquée dans la voie normale existante sur les 600 mètres, entre la gare principale et la gare temporaire des CFC, située juste un peu plus au nord. Le premier « tacot » entre dans la gare de Vichy le 15 mars de cette année et la gare temporaire est ensuite abandonnée.

### Crise des chemins de fer secondaires mais maintien de la ligne
Au début des années 1930, le réseau ferré secondaire de l'Allier, comme beaucoup de réseaux ferroviaires départementaux, connait un important déficit. Les recettes s'effondrent, elles passent ainsi de 6,7 à seulement 2,5 millions de francs entre 1930 et 1937. Le développement des routes et du camionnage et l'exode rural expliquent en grande partie cette désaffection de la fréquentation du réseau ferré secondaire.
Pendant l'été et l'automne 1937, une commission départementale composée de quelques conseillers généraux se réunit pour trouver une solution. Les avis sont divergents: certains sont partisans du maintien de l'intégralité du réseau mais en rationalisant son exploitation, d'autres pour la suppression pure et simple de tout le réseau secondaire, enfin certains pour le maintien uniquement de certaines lignes mais leur choix est influencé par des considérations politiques locales,. 
Certains d'entre eux se déplacent dans quatre départements qui ont intégralement supprimé leur réseau secondaire pour en mesurer l'impact. 
Il est décidé de maintenir seulement deux lignes : la ligne Moulins - Cosne-sur-Œil (aujourd'hui Cosne-d'Allier) annoncée non déficitaire (en fait, après révision comptable, il s'avèrera qu'elle l'était et de manière importante) et la ligne Vichy-Lavoine du fait de la difficulté de la circulation routière en Montagne bourbonnaise, surtout pour assurer un service routier de remplacement. 
Le 30 mai 1938, une commission interdépartementale Allier-Loire se réunit à l'hôtel de ville de Vichy pour étudier l'amélioration des conditions d'exploitation de la ligne entre les deux départements. 
Excepté ces deux lignes et la ligne de Sancoins à Lapeyrouse, protégée par son statut de ligne d'intérêt général, il est décidé que l'ensemble du réseau départemental soit abandonné, décision qui entre en vigueur en 1939.

### Fréquentation et utilité pendant la guerre
La période de l'Occupation va relancer certaines lignes locales (dont certaines redeviendront rentables) avec la pénurie de pneus et d'essence pour le transport routier et la nécessité d'aller s'approvisionner dans la campagne à cause du rationnement. Cela sera encore plus vrai pour la ligne Vichy-Lavoine avec l'arrivée des milliers de fonctionnaires dans la cité thermale, devenue capitale de l'État français, et qui vont vite comprendre l'utilité d'aller s'approvisionner, grâce au tacot, dans la Montagne bourbonnaise.

### Fin d'exploitation après la Seconde Guerre mondiale et déclassement de la voie
La fin de la guerre marquera la fin du Tacot, redevenu lourdement déficitaire et définitivement concurrencé par les camions et autocars, surtout que l'augmentation du prix du charbon et de la main-d'œuvre et le vieillissement du matériel roulant et de la voie ont fortement accru les coûts d'exploitation.
Le 15 janvier 1949, la section entre Malavaux et Lavoine-Laprugne est fermée au trafic marchandise, sur la ligne, seules la gare de Vichy et la  gare de Cusset assurent alors un service marchandise et l'embranchement de Malavaux qui dessert la carrière homonyme reste actif. Trois mois plus tard, le 22 avril 1949, le dernier train — une automotrice — circule sur la ligne, le service voyageurs s'arrête définitivement  et la ligne de la Montagne bourbonnaise cesse de fonctionner.
La ligne est officiellement fermée à la circulation le 1er janvier 1950 et la section de voie ferrée entre Malavaux et Lavoine-Laprugne est déclassée par décret le 3 août 1950. Le service des Ponts et Chaussées du département est chargé de la liquidation de tous les biens de la ligne (rail, traverses, barrières, matériel roulant, ligne téléphonique et signaux de voie, gares, mobilier et petit équipement). 
Les rails sont enlevés  l'année suivante . L'emprise ferroviaire et les bâtiments des gares sont mis en vente par adjudication. Une priorité est donnée aux communes qui prévoyaient un usage d'intérêt général (avec un abattement de 72% du prix de vente par rapport à un particulier). De même les propriétaires riverains expropriés lors de la construction de la voie ferrée étaient aussi prioritaires.

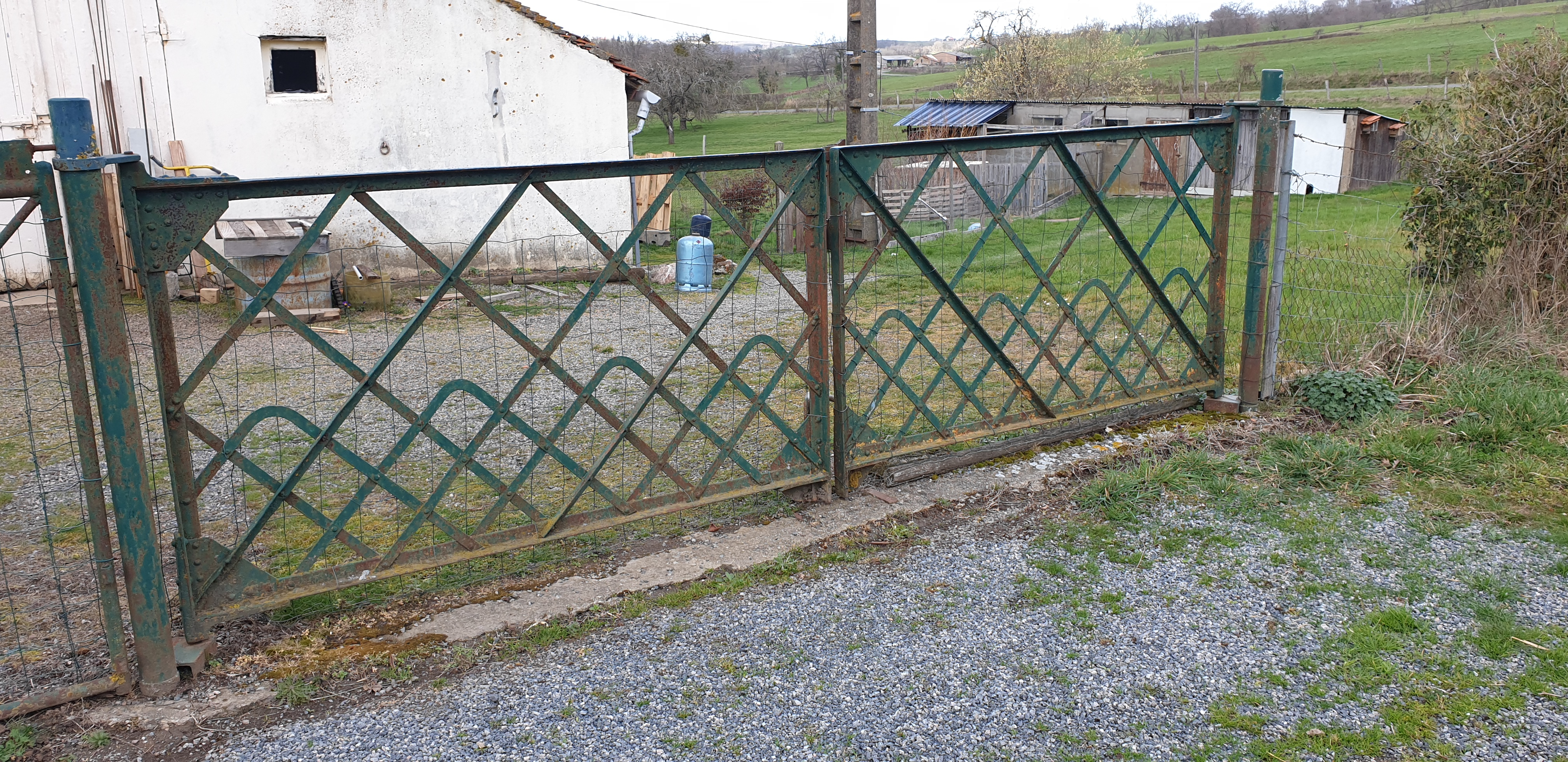
Ancienne barrière de la gare de Gacon-Les Vaux qui ferme aujourd'hui l'entrée d'une cour d'une maison à proximité, aux Tuileries

Quelques locomotives sont acquises pour l'exploitation de la carrière de Malavaux mais les autres sont vendues à des récupérateurs de métaux, comme le reste du matériel roulant et les rails (certains viendront dès le lendemain de la fermeture de la ligne, le 23 avril 1949, découper au chalumeau plusieurs  locomotives). Une grosse partie semble avoir ensuite été revendue à l'état du Dominion du Pakistan nouvellement créé.
Après cette fermeture, la SNCF continue d'exploiter pour le trafic marchandise la ligne entre Vichy et Cusset mais uniquement en voie normale (cette section ne faisait pas partie du réseau CFC, mais avait été affermée par la PLM puis par la SNCF, créée en 1938, pour permettre à la voie métrique d'atteindre Vichy). 
La voie métrique est conservée et exploitée jusqu'en 1963 sur les 3 km entre la gare de Cusset et la carrière de Malavaux, date à laquelle elle est transformée en voie normale, évitant ainsi le transbordement des roches à la gare de Cusset. La voie entre Vichy et Cusset est désormais utilisée uniquement pour l'exploitation de la carrière et la desserte d'un dépôt de carburant à Cusset.

## Aujourd'hui

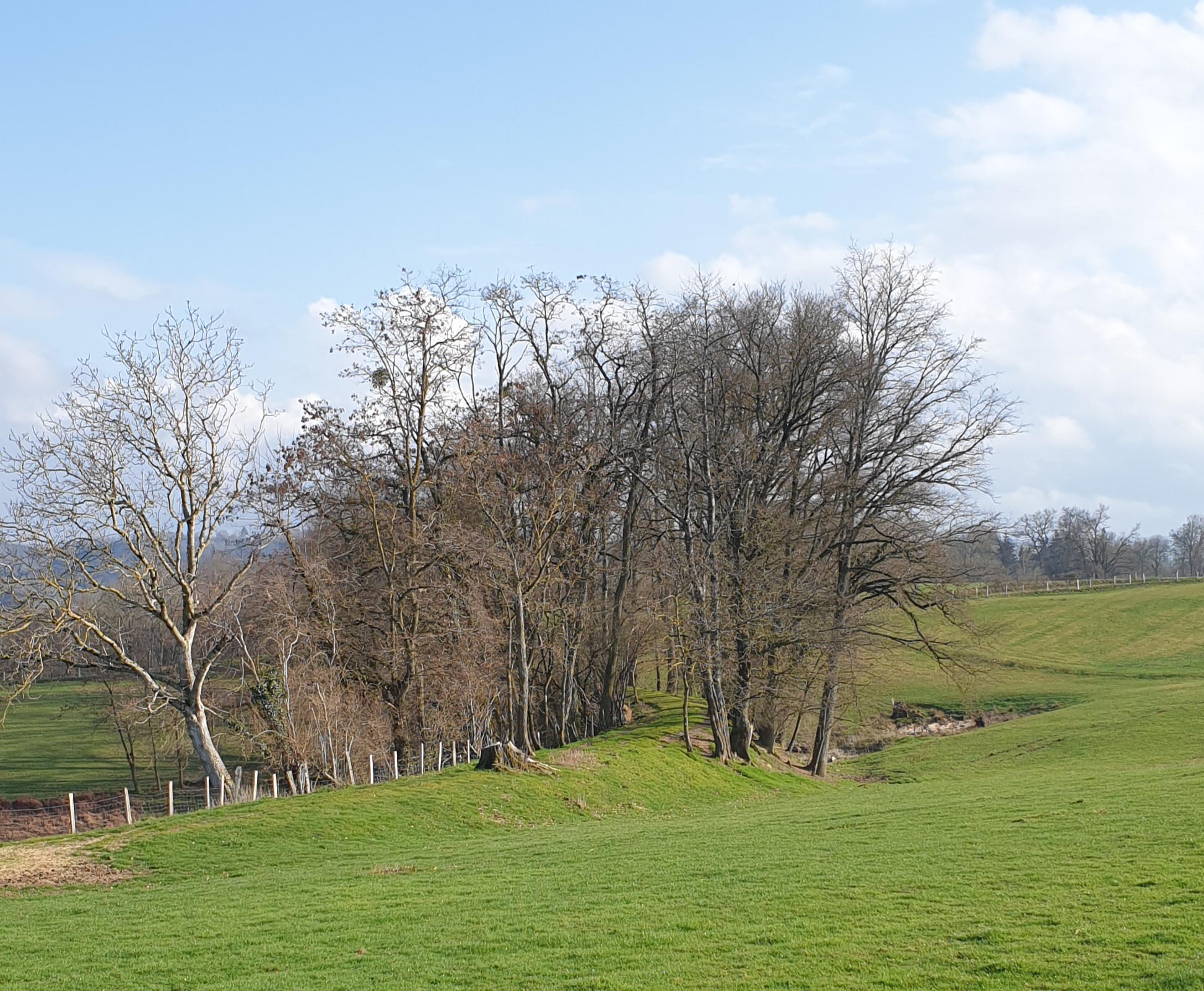
Talus ferroviaire de la ligne encore visible près du village du Pouthier, sur la commune de La Chapelle

Le souvenir du Tacot reste fort dans la population de la Montagne bourbonnaise, même si le tracé de la ligne tend à disparaitre. Sur les communes de Cusset (après l'accès à la carrière) et de Molles, le tracé est en grande partie effacé et même totalement sur la traversée de Malavaux par l'extension de la carrière. Au dela, les remblais ou tranchées ferroviaires et quelques ponts restent encore visibles par endroits sur le reste de la ligne avec surtout le viaduc du Moulin-Neuf à Ferrières-sur-Sichon. Des chemins reprennent également le tracé de la voie ferrée comme le Chemin du tacot, entre les hameaux de Barnichon (La Chapelle) et Buisson (Le Mayet-de-Montagne).
Une petite partie de la ligne est parcourable à pied. Il a été envisagé au début des années 2010 de créer un itinéraire de randonnée piéton et vététiste sur cette partie du tracé dont l'emprise appartient au département. Ce projet a été réévoqué fin 2021 par Frédéric Aguilera, président de Vichy Communauté, communauté d'agglomération qui couvre également la Montagne bourbonnaise, pour la création d'un circuit pédestre et VTT qui longerait le Sichon depuis Vichy vers Cusset, puis se poursuivrait en reprenant autant que possible le tracé du tacot.

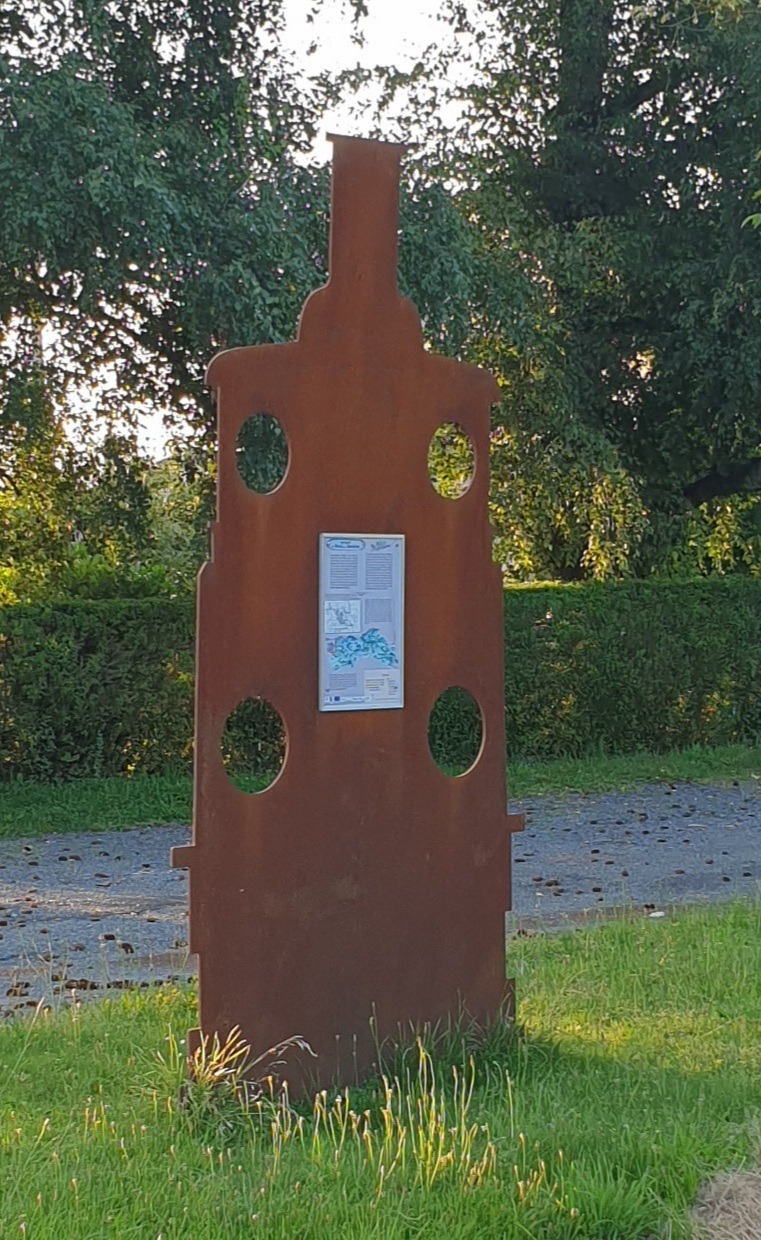
Monument rappelant le tacot, à côté de l'ancienne gare du Mayet-de-Montagne

La plupart des bâtiments des gares et haltes ferroviaires ont été préservés mais ont été transformés en résidence privée avec l'emprise ferroviaire aux alentours. L'imposant bâtiment voyageurs de la gare de Cusset existe toujours, propriété de SNCF Gares & Connexions, mais est fermée.
Une grande plaque d'acier stylisant une locomotive du tacot vu de face, avec quelques explications sur la ligne, est dressée à côté de l'ancienne gare du Mayet-de-Montagne. Non loin, l'ancienne grue de chargement est visible sur un terrain privé.

## Tracé de la ligne
De la gare de Vichy à la gare de Cusset, la ligne empruntait la ligne du PLM à voie normale dans laquelle avaient été imbriqués les rails de la voie métrique (ligne toujours existante aujourd'hui)
La voie longeait la ligne vers Saint-Germain-des-Fossés puis bifurquait vers l'Est juste avant le franchissement du Sichon par un pont distinct et se dirigeait vers  Cusset, faisait un grand virage vers le nord-est (dans l'actuel quartier des Graves à Vichy), traversait ce qui était encore alors des plaines maraîchères (l'actuelle zone commerciale de Cusset), puis après le franchissement de la route de Charmeil, prenait une direction est-sud-est, passait au-dessus de la route de Paris pour arriver à la gare de Cusset.
Ensuite, la ligne franchissait le Jolan, un affluent du Sichon en rive droite, au lieu-dit Pralong, dans le quartier du Genat par un petit pont en béton armé (toujours existant). Elle allait en remonter le cours en rive gauche, sur un tracé sinueux avec de fortes pentes puis traversait le ravin de Malavaux où fut construit un embranchement pour desservir la nouvelle carrière, avant de monter sur la ligne de crête en suivant le ruisseau du Builhon. Elle arrivait alors sur le plateau de la Couronne, à la limite entre les communes de Cusset et de Molles. Elle suivait la vallée, jusqu'à l'étang de la Dame que la ligne contournait par le nord dans une grande courbe, passant ensuite au sud du village du Gacon.
La ligne s'engageait alors dans une tranchée ferroviaire, en se dirigeant vers le lieu-dit des Tuileries où elle passait sous un pont, créé pour l'occasion, pour franchir une petite route (actuelle D508) dite alors « chemin de l'Empereur », nom donné en souvenir d'une promenade réputée être la favorite de Napoléon III lors de ses cures à Vichy (la tranchée sous le pont est aujourd'hui bouchée et ce dernier n'est plus visible). Le tracé traversait ensuite le bois des Bouchères puis suivait de nouveau le cours du Bulhion jusqu'au bourg de Molles qu'il passait un peu au nord où se trouvait la gare.
La ligne allait suivre ensuite, côté sud, la route du Mayet-de-Montagne (l'actuelle D62) avant de la traverser environ 700 m avant le village du Pouthier que la ligne contournait légèrement à l'est. Elle prenait alors une direction sud-est, s'engageant dans une tranchée ferroviaire et passant sous la route de Nizerolles (l'actuelle D121, le petit pont routier en béton existe toujours), franchissait le ruisseau du Moulin Pouthier, passait au sud des Fers puis au nord du lieu-dit Barnichon et au milieu de celui de Fourchamps. Puis traversant un bois, la ligne passait juste à l'est du Baptier, remontait vers le nord-est, franchissait le Jolan, puis passait par le village du Buisson (la section de la ligne entre Barnichon et Buisson est aujourd'hui une voie carrossable appelée chemin du Tacot). Elle arrivait alors par le nord-ouest au Mayet-de-Montagne et à sa gare, située non loin de la Croix-Blanchet, à l'est du bourg. Cette gare était à une altitude de 545 mètres, la ligne s'était alors élevée de 281 mètres depuis Vichy dont la gare est située à une altitude de 264 mètres.
Après Le Mayet, le tracé s'orientait vers le sud, passant juste à l'ouest du hameau des Épingliers, bifurquait vers l'ouest pour passer juste au sud du hameau des Effayes puis reprenait une direction sud, à l'est de la route pour Ferrières (actuelle D49) poursuivant sur la ligne de crête avant de redescendre vers la vallée du Sichon, passant 300 mètres à l'est du château de Chappes où il franchissait le ruisseau Le Vareilles, jusqu'à arriver dans la partie haute du bourg de Ferrières-sur-Sichon, passant juste à l'est du chemin de Ferrières et franchissant par un petit pont l'actuelle rue de la Gare. 
La ligne remontait ensuite la vallée sur la rive droite de la rivière, franchissant le ruisseau Siamouzan, avant sa confluence avec le Sichon, par un petit viaduc en béton armé encore existant aujourd'hui, au-dessus du hameau de Moulin-Neuf. La ligne allait ensuite s'éloigner un peu du Sichon pour affronter une forte pente au moyen de deux demi-boucles en forme de S inversé au hameau de Pommerie. Elle coupait la route vers Saint-Priest-La Prugne juste avant le village de Matichard et longeait cette dernière (actuelle D995), franchissait la goutte Pouzerattes avant d'arriver jusqu'à la gare de Lavoine-Laprugne, située sur le territoire de la commune de Laprugne mais à 500 mètres à l'est du bourg de Lavoine (le lieu-dit a conservé le nom de « la Gare »).
Le tracé ensuite suivait la route pour franchir un peu plus loin le col du Beaulouis à 824 mètres d'altitude et passait dans le département de la Loire. Il faisait alors une grand S vers le nord, passait par le lieu-dit Les Peux puis par le viaduc homonyme franchissait la Besbre et descendait par deux boucles à travers les Bois noirs sur Saint-Priest-la-Prugne, puis La Tuilière et Saint-Just-en-Chevalet, terminus de la ligne.
8 communes étaient traversées dans l'Allier: 
- Vichy,
- Cusset,
- Molles,
- La Chapelle,
- Le Mayet-de-Montagne,
- Ferrières-sur-Sichon,
- Lavoine,
- Laprugne.

3 communes étaient traversées dans la Loire
- Saint-Priest-la-Prugne,
- La Tuilière,
- Saint-Just-en-Chevalet.

## Gares et haltes ferroviaires
Les gares construites pour la ligne sont de petits bâtiments très similaires à ceux des gares du réseau des chemins de fer économiques (la SE) de l'Allier, nombreuses dans le département. Seule la gare de Cusset se distingue par sa taille et un style plus recherché. Elle a été construite par la Compagnie des chemins de fer de Paris à Lyon et à la Méditerranée (PLM) qui avait obtenu la concession de la ligne Vichy-Cusset. Finalement, elle n'exploitera que le fret, sur une ligne à voie normale et renoncera au trafic voyageurs lors de l'arrivée de la CFC qui lui sous-traitera.
Les gares de Vichy, Cusset, Mayet-de-Montagne et Lavoine-Laprugne étaient équipées de prises d'eau pour les locomotives à vapeur. Le dépôt du matériel se trouvait à la gare de Cusset avec des remises au Mayet-de-Montagne et Lavoine-Laprugne. Ces gares possédaient plusieurs voies.
Tous les trains s'arrêtaient aux gares de Vichy, Cusset, Molles, Mayet-de-Montagne, Ferrières-sur-Sichon et Lavoine-Laprugne. Les autres arrêts n'étaient assurés que par certains trains ou sur demande.
Les points kilométriques ci-dessous sont donnés depuis la gare de Cusset, tels qu'ils étaient notés alors, car cette gare était le point de départ de la ligne de la CFC, la ligne Vichy-Cusset étant elle une ligne de la PLM.
- Gare de Vichy : la gare principale de la ville, alors propriété de la compagnie PLM, ne devient le terminus de la ligne que le 15 mars 1930 — 20 ans après la mise en service de la ligne —, une fois que la voie métrique est prolongée depuis la gare « temporaire » de la CFC située un peu plus au nord. Le prolongement de cette voie métrique, plusieurs fois reporté, fut fait lors de la grande réorganisation de la gare et de ses voies avec le passage de la nouvelle ligne Vichy-Riom empruntée par les trains Paris-Clermont permis par l'achèvement en 1924 du  viaduc d'Abrest (les trains passaient auparavant par Gannat). La voie métrique arrive alors le long du « trottoir » no 4, un quai nouvellement créé à l'est des autres (ce quai aujourd'hui n'existe plus).

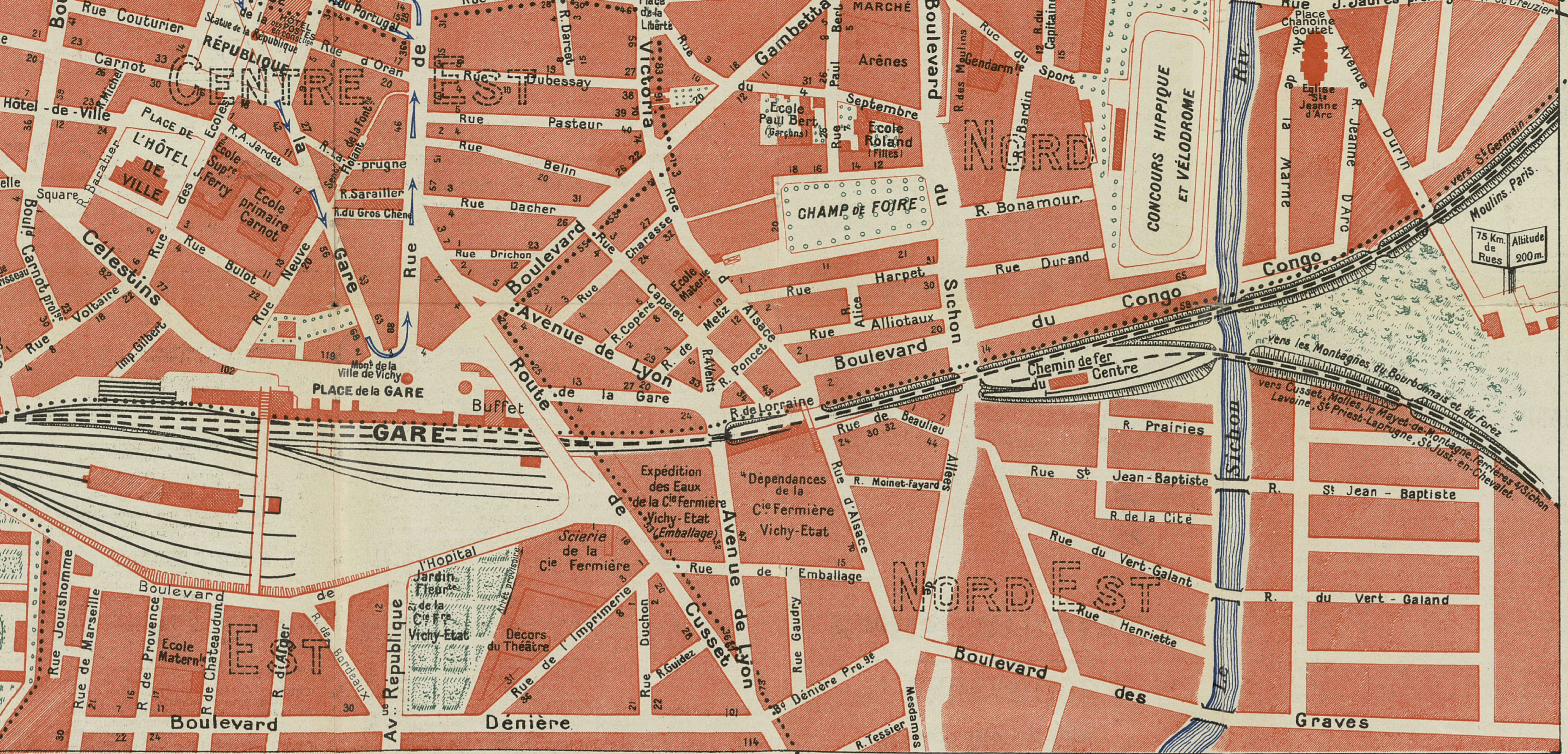
Détail d'un plan de Vichy de 1930, où les deux gares figurent.
Source : Fonds patrimoniaux de Vichy

- Gare des chemins de fer du Centre, aussi appelée Vichy-Local, gare de l'Économique ou plus familièrement à Vichy, « embarcadère du Tacot »(46° 07′ 57″ N, 3° 25′ 42″ E): mise en service le 4 juillet 1912, une fois qu'une voie métrique est installée entre les rails de la voie normale entre Vichy et Cusset, cette gare assez sommaire se situait le long de la ligne entre Vichy et Moulins, mais sans quai sur cette dernière, à 630 mètres au nord de la gare principale, entre le Sichon et le boulevard du Sichon (aujourd'hui partie du boulevard devenue boulevard de la Mutualité), juste avant le pont franchissant la rivière. Elle avait été créée de manière temporaire car le PLM avait refusé que la voie métrique soit poussée jusqu'à « sa » gare de Vichy, y arguant de futurs travaux importants et que la voie métrique serait alors installée à cette occasion[3],[Note 5]. Cette petite gare n'était desservie que par la voie métrique et donc utilisée que par le Tacot. L'accès des passagers se faisait côté est, par la rue Saint-Jean-Baptiste et la rue des Prairies et par une rampe depuis le boulevard du Sichon. Son équipement était assez sommaire — d'où son surnom d'embarcadère du Tacot — comprenant outre la voie principale, une voie d'évitement et une voie de garage. Son activité qui ne devait être que temporaire durera finalement 18 ans, ne cessant qu'en 1930 lorsque la voie métrique sera enfin prolongée jusqu'à la gare principale de Vichy[Note 6].

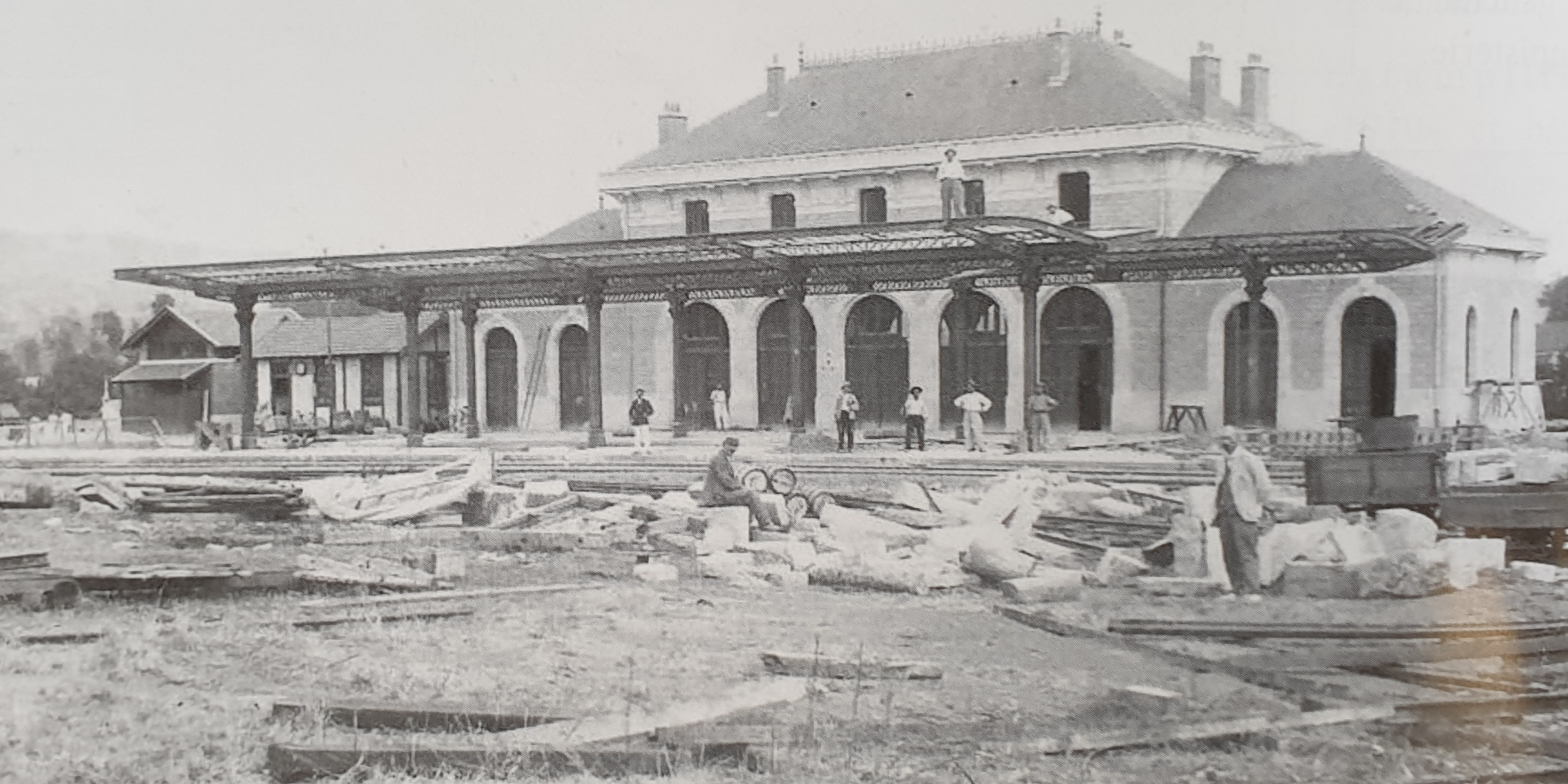
La gare de Cusset en construction en 1904

- Gare de Cusset (km 0, 46° 08′ 20″ N, 3° 27′ 28″ E) : propriété du PLM, qui avait initialement la concession de la ligne entre Vichy et Cusset et y construira une gare imposante mais qui finalement ne servira qu'aux voyageurs des CFC, le PLM exploitant la gare seulement pour le trafic des marchandises. Entre 1910 et 1912, avant l'ouverture de la gare temporaire à Vichy, la gare de Cusset fut le départ et l'arrivée de la ligne. Elle restera la gare importante de la ligne, abritant le matériel et un atelier.

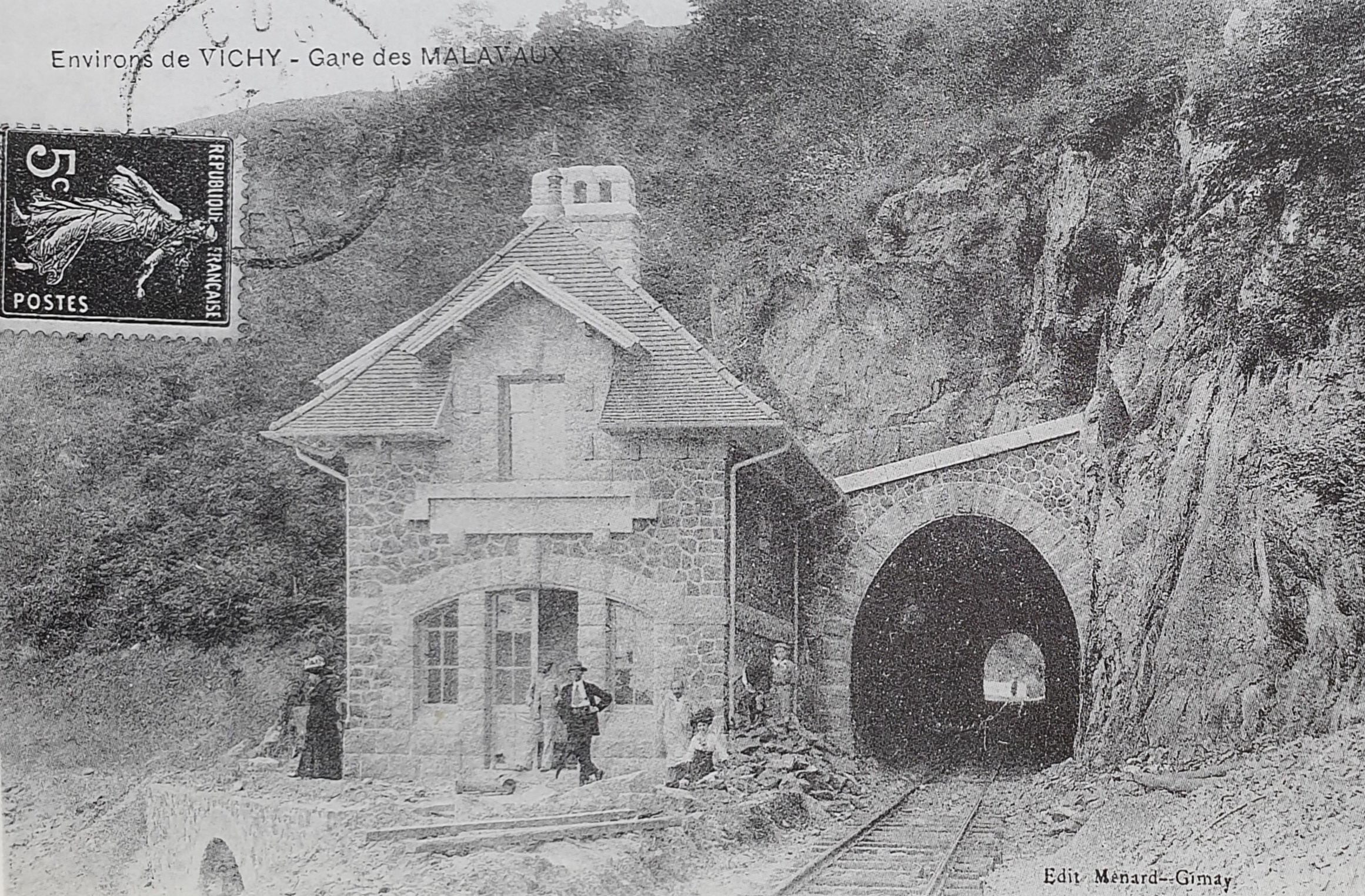
Carte postale de la halte ferroviaire des Malavaux, peu après sa construction, située juste à la sortie du tunnel homonyme.

- Halte de Malavaux: Située juste avant le tunnel homonyme, elle fut mise en service en 1916. Construite en pierre meulière, dans un style différent des autres gares ou haltes, elle servait principalement aux promeneurs[3], les Malavaux étant un site de promenade réputé des curistes. Le bâtiment, comme le tunnel, n'existe plus aujourd'hui, absorbé par l'extension de la carrière.
- Halte des Tuileries ou de Gacon-Les Vaux (46° 06′ 41″ N, 3° 31′ 52″ E). Située au lieu-dit des Tuileries, à environ un kilomètre au sud-est du village de Gacon, cette halte connait une activité marchandise avec la tuilerie mais également le transport de chaux pour les agriculteurs du secteur[1]. Le bâtiment est aujourd'hui une résidence privée.

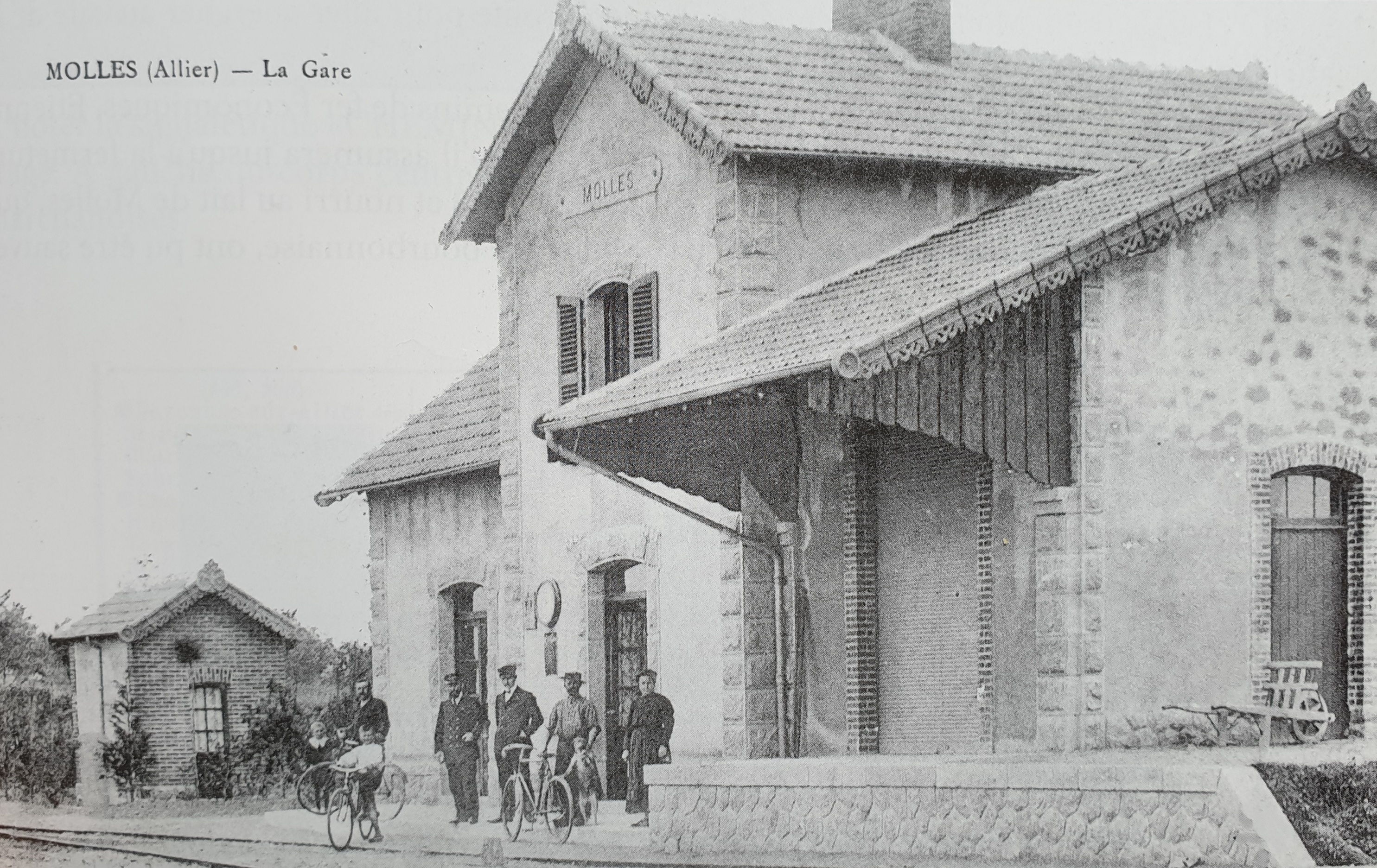
La gare de Molles dans les années 1910. On aperçoit à gauche, le petit bâtiment séparé où se trouvaient les toilettes d'un côté et la lampisterie de l'autre, séparée du bâtiment principal pour éviter le risque d'incendie.

- Gare de Molles (46° 06′ 39″ N, 3° 33′ 42″ E) : située à 200 mètres au nord du centre du bourg, sur la route du Mayet, elle possédait une voie d'évitement  permettant le croisement des trains montant et descendant et une voie de quai permettant le chargement de wagons isolés qui étaient ensuite raccrochés au train montant ou descendant. Le train pouvait marquer un arrêt prolongé plus ou moins long, pour préserver les locomotives[14]. Il n'était pas rare alors que les voyageurs descendent se dégourdir les jambes ou aillent se désaltérer dans les auberges avoisinantes[14]. Elle est devenue aujourd'hui une résidence privée (dénommée « La Gare »), juste au nord du nouveau cimetière.
- Halte des Grands Nauds

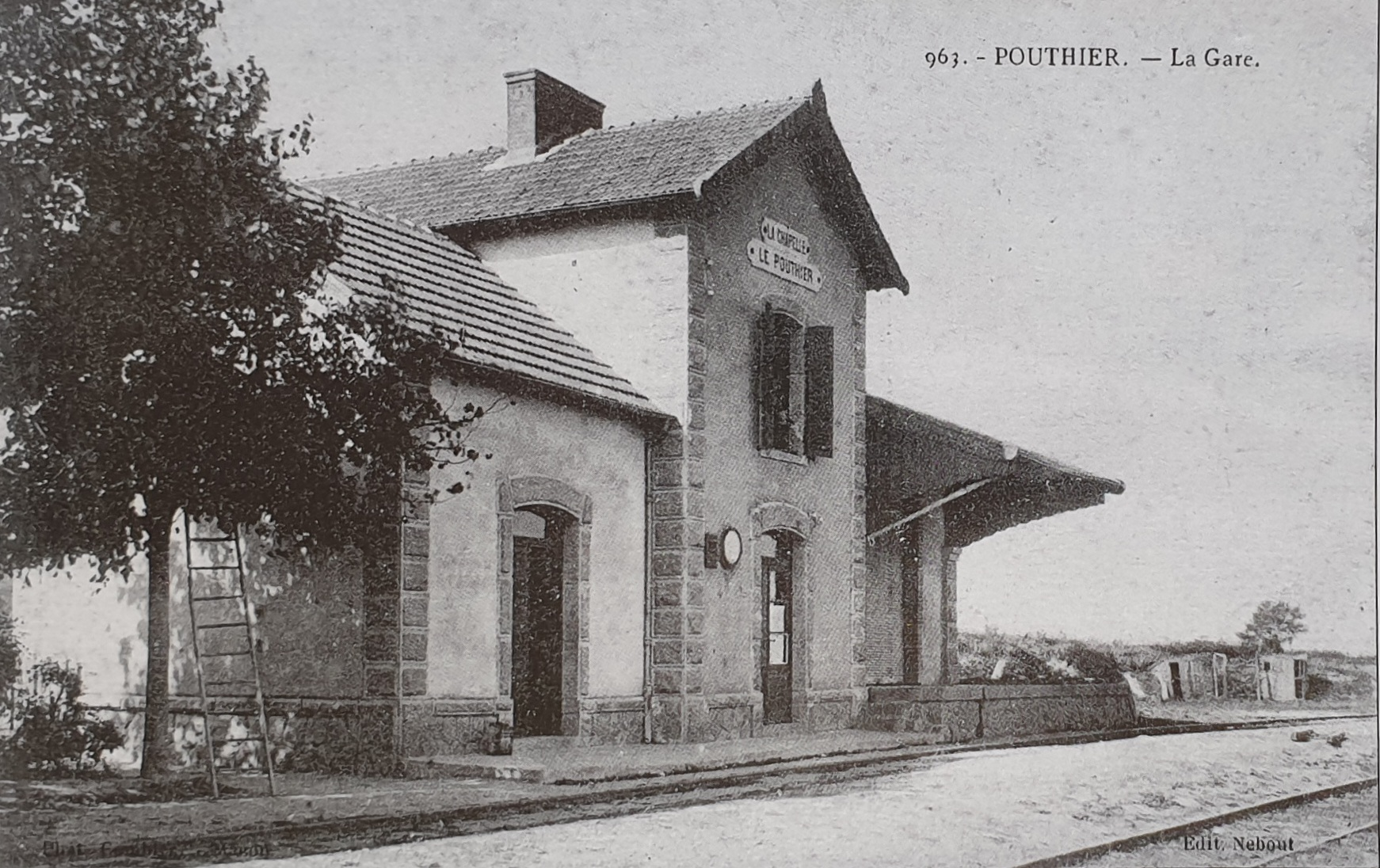
Gare du Pouthier sur la commune de La Chapelle.

- Gare du Pouthier-La Chapelle (46° 05′ 49″ N, 3° 36′ 32″ E), au km 19. Cette gare devait initialement se trouver vers le pont sur le Jolan, mais le conseil municipal de La Chapelle obtint qu'elle soit construite près du village du Pouthier[3], situé à l'est de la commune. Elle perdra son statut de gare — qui sera fermée —[15] pour devenir une simple halte puis à partir de 1937, un arrêt facultatif[1]. La gare fut achetée par la commune en 1952 après le déclassement de la ligne puis rachetée par le maire Jacques Lamy en 1961[3]. Le bâtiment, largement remanié et agrandi, est aujourd'hui une résidence privée.
- Halte de Barnichon
- Halte du Baptier

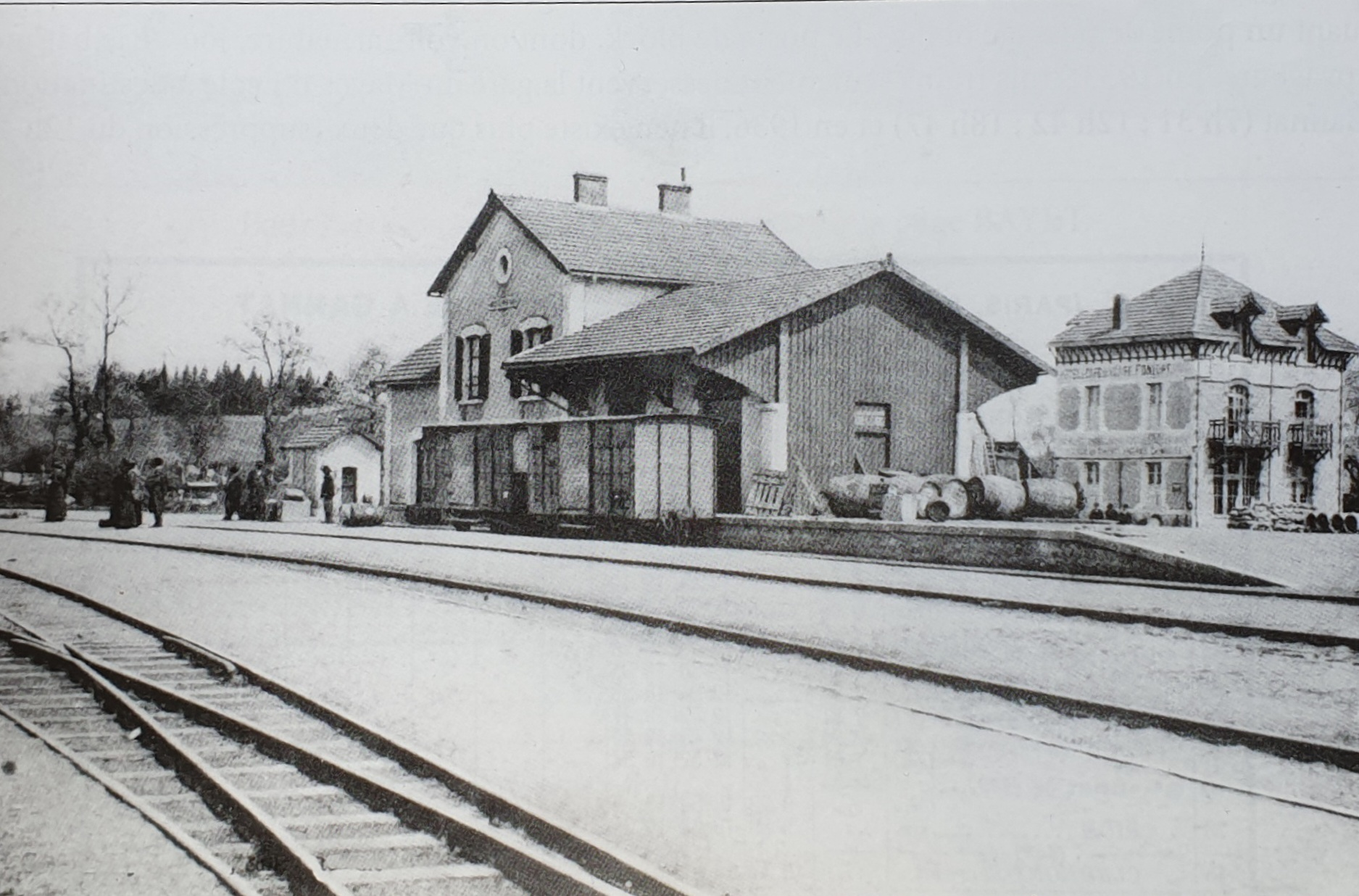
Gare du Mayet-de-Montagne

- Gare du Mayet-de-Montagne (km 25,46° 04′ 20″ N, 3° 39′ 44″ E) : gare de jonction entre la ligne venant de Cusset et celle venant de Lapalisse et donc la « grande gare » de la Montagne bourbonnaise[3]. Elle ouvre en 1906 comme terminus de la ligne de Lapalisse[3]. Elle permit le développement économique du bourg, la gare connaissant une importante activité de fret liée à l'économie du Mayet et des communes environnantes (taille et polissage de granit, commerce de bois, ateliers textiles, foire aux bestiaux avec transport des bêtes vendues vers Vichy et Roanne)[3],[1]. Ces différentes voies permettaient le croisement des trains, le stockage de matériel roulant et le chargement/déchargement de wagons isolés. Après la fermeture de la ligne, une partie du bâtiment de la gare abrita un temps la gendarmerie[16] avant de devenir une résidence privée.

- Halte de l'Épinglier
- Halte des Effayes

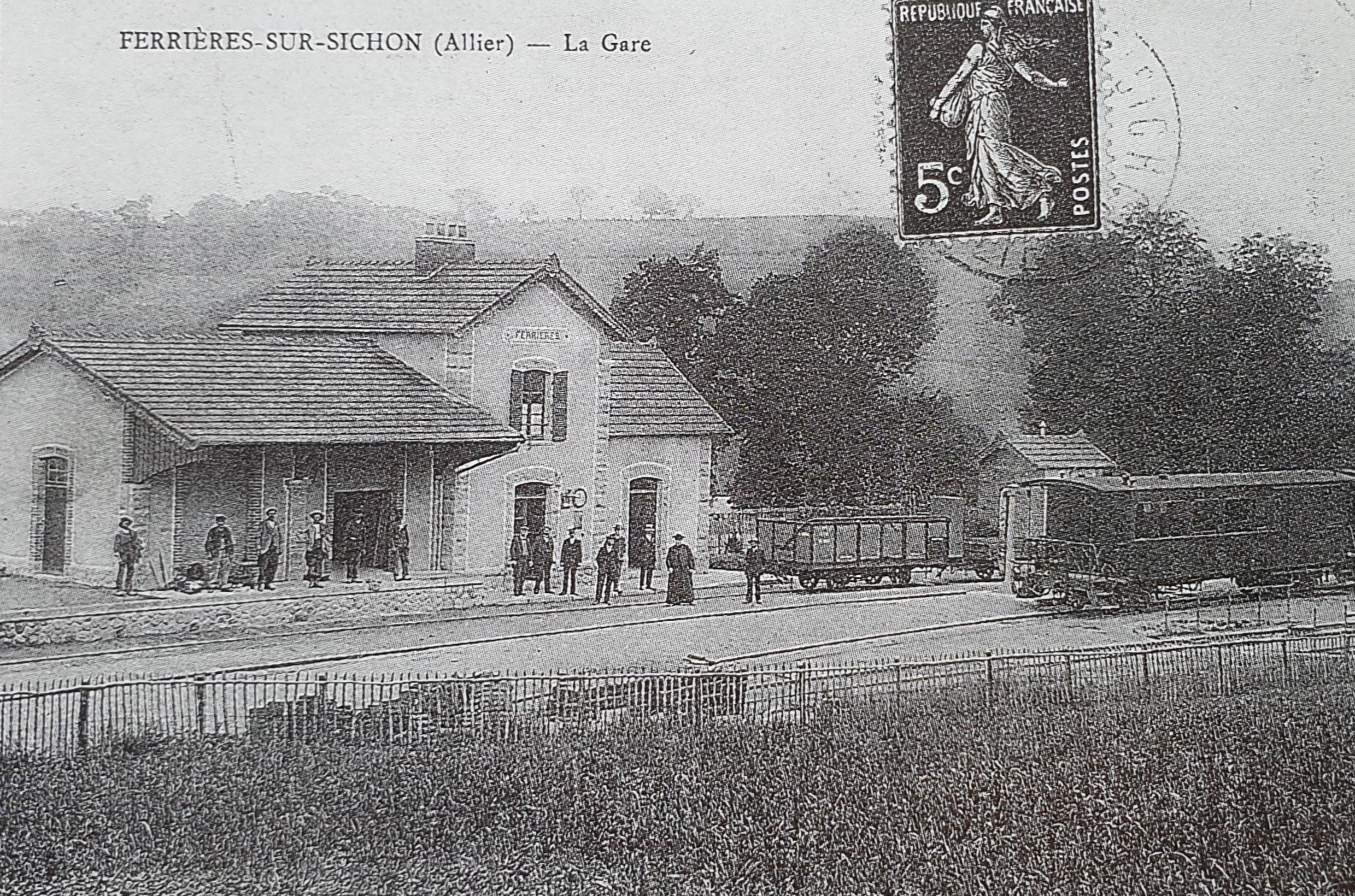
Carte postale de la gare de Ferrières-sur-Sichon

- Gare de Ferrières-sur-Sichon (km 32, 46° 01′ 32″ N, 3° 39′ 08″ E) : située juste au-dessus du bourg, elle est devenue aujourd'hui une résidence privée. Ferrières-sur-Sichon était un bourg actif avec une activité agricole et une carrière de pierre. L'arrivée du train va lui donner également une activité de « station d'été » offrant plusieurs promenades aux alentours[1].
- Halte du Moulin-Neuf (46° 00′ 56″ N, 3° 40′ 13″ E) : située 100 mètres en amont du viaduc homonyme et desservant le hameau du Moulin-Neuf en contrebas. Elle est devenue aujourd'hui une résidence privée.
- Gare de Lavoine-Laprugne (km 41 45° 58′ 47″ N, 3° 42′ 29″ E): située entre les deux bourgs, sur la commune de Laprugne mais à la limite de la commune de Lavoine (actuel lieu-dit La Gare). La gare possédait 3 voies, pour permettre l'évitement et le garage du matériel roulant. Une plaque tournante y est plus tard installée pour permettre le retournement de la locomotive quand la gare devint terminus de la ligne. Cette gare permit à l'exploitation des mines locales d'étain et de cuivre de s'accroitre[17]. Elle est aujourd'hui une résidence privée.
- Gare de Saint-Priest-la-Prugne
- Gare de La Tuilière
- Gare de Saint-Just-en-Chevalet, avec une connexion des lignes du réseau de la Loire vers Balbigny ou vers Roanne.

## Ouvrages d'art
La construction de plusieurs ouvrages d'art fut nécessaire à cause du relief accidenté. L'emploi du « ciment armé », ancêtre du béton armé, est alors une nouveauté dans les constructions de ponts ferroviaires,. Parmi ces ouvrages d'art, on peut citer:
- Le tunnel des Malavaux (46° 07′ 46″ N, 3° 29′ 35″ E), long de 107 mètres[3]. C'est lors du percement de ce tunnel en 1907 que fut découvert le gisement de tufs rhyolitiques et de microgranites, ces roches étant non visibles à la surface[4]. La carrière commencera son exploitation dès 1913, favorisée par cette ligne de chemin de fer toute proche.
- Le viaduc des Malavaux (46° 07′ 48″ N, 3° 29′ 42″ E), un pont en pierre, avec une arche principale de 45 mètres. Le pont franchit le ravin ou combe de Malavaux dans laquelle coule le ruisseau Bulhion[3].

Ces deux ouvrages permettaient de franchir le ravin ou combe de Malavaux (le nom, signifiant « val maudit », viendrait des temps anciens où des rançonneurs y sévissaient). Le viaduc et le tunnel ont été victimes de l'extension de la carrière homonyme de turf rhyolitique que la ligne desservait (carrière toujours en activité aujourd'hui). Le viaduc a progressivement été enseveli sous les gravats et le tunnel a disparu lors du grignotement progressif de la colline qu'il traversait.

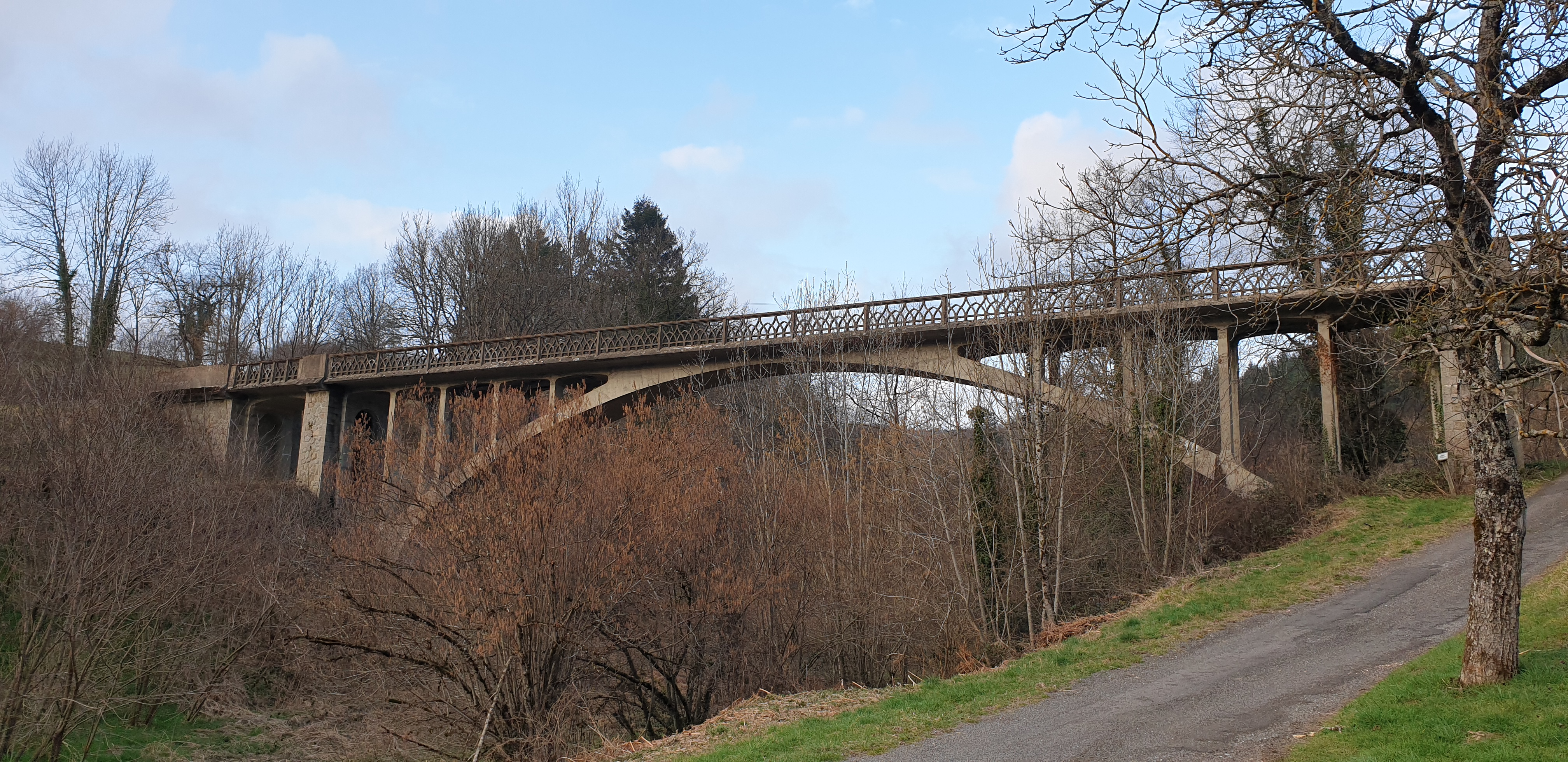
Le viaduc du Moulin Neuf en 2021

- Le tunnel de Ramille[10] ou de Galizan (46° 01′ 15″ N, 3° 39′ 28″ E), situé quelques centaines de mètres en amont de la gare de Ferrières-sur-Sichon[19], au-dessus du hameau du Galizan. Tunnel de percement de 160 mètres environ, en courbe[20], et toujours existant aujourd'hui, son accès a été fermé pour des raisons de sécurité et la protection de chauves-souris y  résidant[21].
- Le pont ou viaduc du Moulin-Neuf (46° 00′ 54″ N, 3° 40′ 17″ E), situé juste au dessus du lieu-dit éponyme, en amont de Ferrières-sur-Sichon et qui franchit le ruisseau Siamouzan, juste avant qu'il ne se jette dans le Sichon. François Mercier rencontre Eugène Freyssinet, alors jeune ingénieur des ponts-et-chaussées en poste à Moulins, qui a des projets innovants pour la construction de ponts en béton armé. Il mène alors aussi à cette époque ses premiers essais de béton précontraint[22]. Séduit par le procédé, plus rapide et moins couteux, Mercier va alors proposer à Freyssinet de concevoir pour son entreprise plusieurs ponts routiers et ferroviaires[22],[Note 9] dont celui du Moulin-Neuf qui est construit entre 1906 et 1909, utilisant du ciment Portland[1]. Il fut l'un des premiers ponts de l'Allier a utilisé la technique du ciment armé[Note 10]. Il est long de 64 mètres avec un arc en ciment armé d'une portée de 40 mètres à montants verticaux, les piles latérales sont en pierre de granit. Son tablier, d'une largeur d'environ 5 mètres est bordé de garde-corps également en béton armé avec deux trottoirs en béton encadrant le passage pour la voie métrique. Avant sa mise en service, un test obligatoire de résistance fut mené avec un train de 135 tonnes avec deux locomotives 230T et deux locomotives 130T[3].

Avec le tunnel de Galizan, il est le seul ouvrage d'importance encore visible de la ligne aujourd'hui dans le département de l'Allier.
Sur la partie Loire

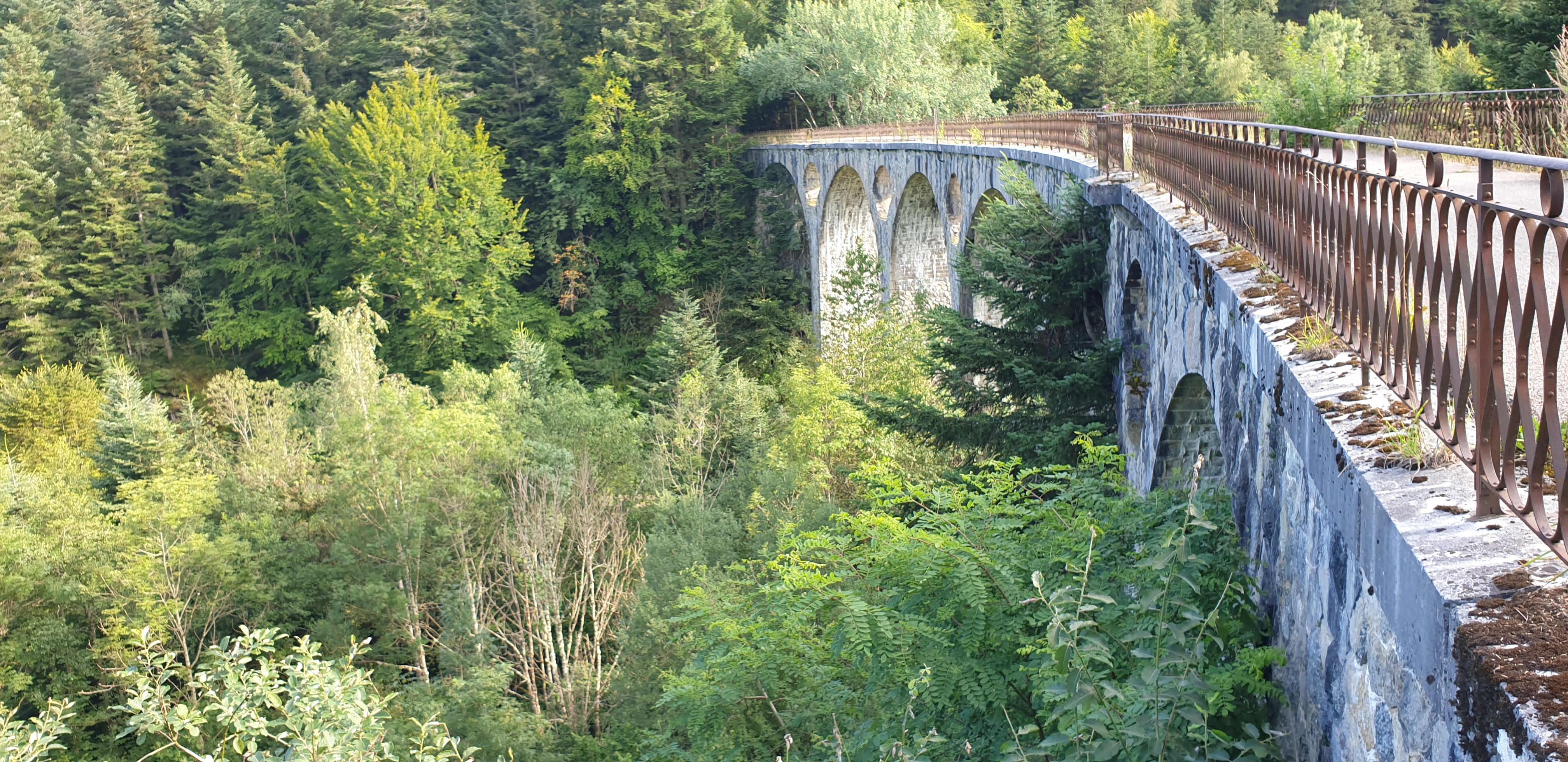
Le viaduc des Peux, portant aujourd'hui un chemin forestier

- Le viaduc des Peux, franchissant la Besbre peu après le col du Beaulouis sur la commune de Saint-Priest-la-Prugne, long de 112 m et haut de 25,3 m[6]. Il porte aujourd'hui un chemin forestier.

## Matériel roulant
Le matériel comprend :
- dix locomotives à vapeur :

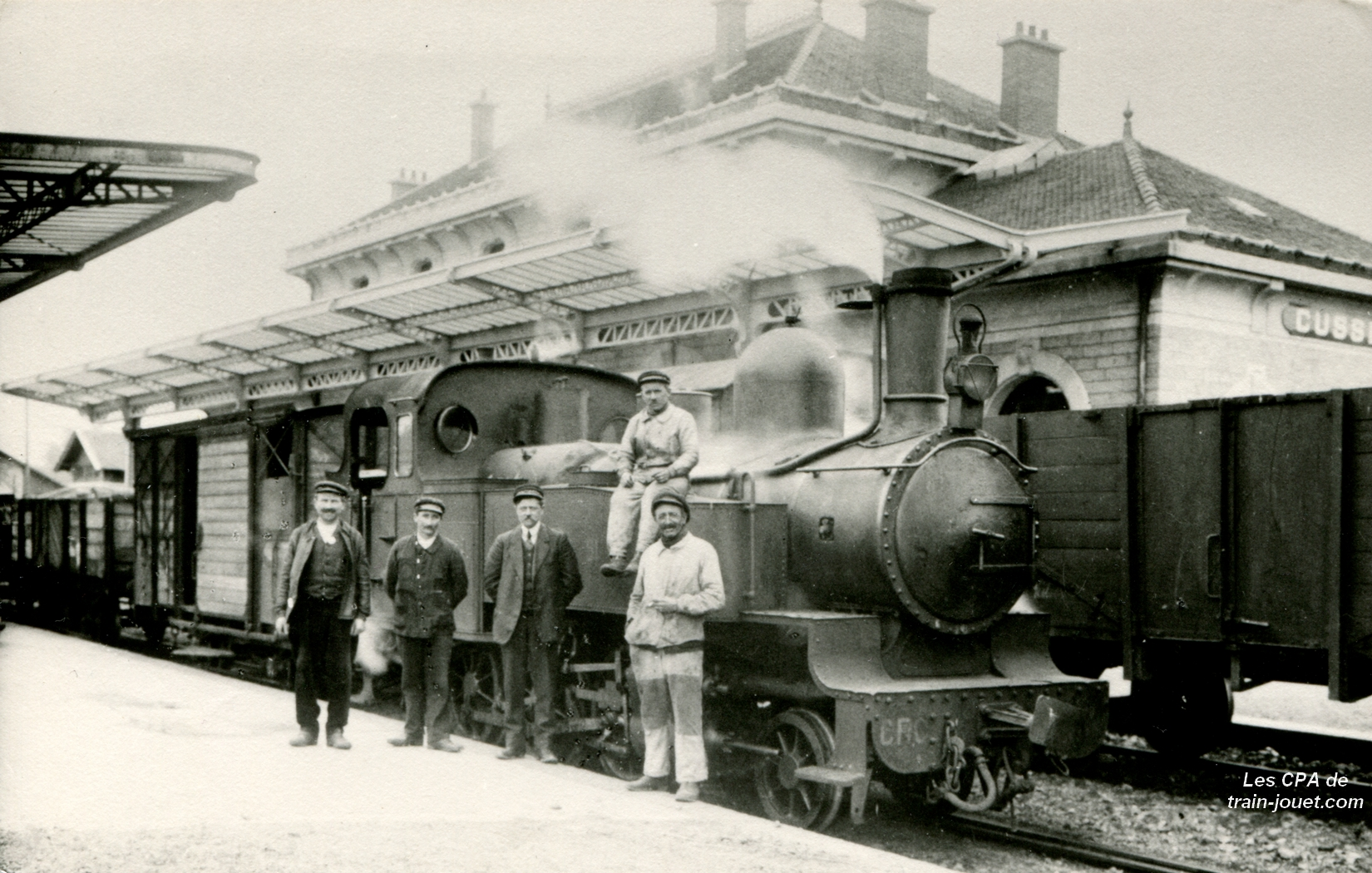
Locomotive type 130T, Decauville à la gare de Cusset en 1910

  - No 3-21 à 3-23, 3 unités de type 230T[Note 11] des Anciens Établissements Cail[7]; Issues d'une série construite entre 1908 et 1909, elles devaient être initialement affectées à la ligne du Val-de-Vouga (pt) au Portugal, construit et administré par François Mercier[7].
  - No 50 à 54, 5 unités de type 130T Decauville[7]
  - No 101 à 105, 5 unités de type 030+030T, locomotives articulées, Mallet Corpet-Louvet.

Mais ces dernières, furent assez peu utilisées sur la ligne car trop lourdes et peu adaptées aux courbes serrées. En 1937, quatre d'entre-elles sont envoyées en Afrique-Occidentale française et affectées au Chemin de fer d'Abidjan au Niger, la cinquième circula sur le réseau des Tramways de l'Ain, puis en Corrèze et finit sa carrière en Bretagne.
- 8 voitures voyageurs[7]
- 40 wagons à marchandise[7]

En 1928, le matériel est partagé entre les départements de la Loire et de l'Allier. Les ateliers principaux des CFC
sont situés à Saint-Germain-Laval. Ils entretiennent le matériel roulant de l'Allier et de la Loire. Il faut créer un atelier à Cusset. 
Des locomotives et wagons du réseau de la Loire circulent également sur la ligne.
Après 1928 et la reprise de la ligne par la SE, l'exploitation est réalisée avec le matériel existant complèté par du matériel de la SE appartenant au département de l'Allier. 
À partir de juin 1939, la SE utilise trois  autorails De Dion-Bouton. 
Ces véhicules de 35 places sont équipés d'un moteur Unic de 95 cv et offrent plus de confort aux passagers. Mais les locomotives vapeur sont encore largement utilisées  jusqu'à la fin de l'exploitation de la ligne.